# Ruisseaux d'Afrique
Ruisseaux d'Afrique est une maison d'édition béninoise spécialisée dans la littérature jeunesse fondée en 1998 par l'écrivain Béatrice Lalinon Gbado.

## Informations générales
Les éditions Ruisseaux d'Afrique sont spécialisées dans la littérature jeunesse. Sa production est aussi tournée vers la présentation de l'art africain et de la vie en Afrique. Ruisseaux d'Afrique éditent cent cinquante titres dans une vingtaine de collections (cahiers d’activités ; albums illustrés ; romans jeunesse ; documentaires ; beaux livres ; sciences humaines). 
Elle est un podium d'expression pour les auteurs, les artistes, les illustrateurs et les peintres africains. Les éditions Ruisseaux d'Afrique sont impliquées dans plusieurs réseaux panafricains et internationaux de coédition, notamment Afrilivres et l'Alliance internationale des éditeurs indépendants.

## Description
Au début des années 1990, l’édition était encore embryonnaire en Afrique et l’édition jeunesse inexistante. Le paysage de la littérature de jeunesse était meublé par les ouvrages venus d’ailleurs, peignant le réel et l’imaginaire de leur culture d’origine. 
Face à cette impasse Béatrice Lalinon Gbado, auteur de livres pour enfants, s’auto-publie puis crée en 1998 les Éditions Ruisseaux d’Afrique (ERA).
Les éditions sont basées à Cotonou au Bénin et publie depuis quinze ans dans tous les genres littéraires : fictions, essais, contes, documentaires, beaux-livres, poésies... Son catalogue se déploie autour de thèmes tels que l’environnement, l’enfance malheureuse, les émotions, les relations interpersonnelles, etc. Son champ d’exploration de prédilection est le patrimoine matériel et immatériel de l’Afrique. Le catalogue compte plus de 200 titres répartis dans une trentaine de collections. 
La finalité des Éditions Ruisseaux d’Afrique est de donner à lire aux enfants du monde entier des histoires et des images empreintes de l’Afrique ; afin de participer à leur construction et leur épanouissement. En 2007, a eu lieu un petit évènement dans le monde de l'édition panafricaine jeunesse : une coédition pour les tout-petits avec Eburnie, de Côte d'Ivoire, et les Editions Jeunes Malgaches, de Madagascar. Dans son parcours atypique, Ruisseaux d’Afrique a initié dès 2011 des réseaux de coédition avec des collègues d’Afrique francophone et appartient à plusieurs réseaux d’éditeurs tels que l’Alliance International des Éditeurs Indépendantes, Afrilivres, etc.  Aujourd’hui, cinq salariés travaillent aux ERA autour desquels gravite une centaine de contractuels (auteurs, illustrateurs et divers prestataires).
En 2002, lors de la Foire internationale du livre de Dakar (FILDAK), les éditions Ruisseaux d'Afrique remporte le prix Alioune Diop 2002 d'une valeur de 1,5 million de francs CFA.

## Publications
- Béatrice Lalinon Gbado illustré par Roger Boni Yaratchaou : Zannou sur les traces de Grand-père, Ruisseaux d'Afrique, coll. « À l'école des Anciens », 2011. Prix Saint Exupéry 2013 dans la catégorie Francophonie[5].
- Tanella Boni illustré par Muriel Diallo : Le rêve du dromadaire, Ruisseaux d'Afrique coll. « Arts d'Afrique », 2009
- Hector Sonon : Abalo a le palu, Ruisseaux d'Afrique coll. « Enfants et Santé », 2004
- Nuruddin Farah : Une aiguille nue. Traduction de C. Pierre-Bon. Préface d'Abdourahman Waberi. Coédition solidaire et équitable : L'Or des Fous (France); en bas (Suisse), Mémoire d'encrier (Canada et Haïti), Eburnie (Côte d'Ivoire), CAEC-Khoudia (Sénégal); Ruisseaux d'Afrique (Bénin) et Presses universitaires d'Afrique (Cameroun) dans le cadre de l'Alliance des éditeurs indépendants, 2007.  (ISBN 978-2-8290-0342-4)
- Daté Atavito Barnabé-Akayi : L’Affaire Bissi, recueil de cinq nouvelles, 2011[6].

## Coéditions
En 2014, les Ruisseaux d'Afrique participent à une coédition solidaire pour l'Océan Indien, avec un "Livre Equitable". Il s'agit de "Mes Etoiles Noires", de Lilian Thuram. La coédition se fait avec 12 autres maisons d'édition : Barzakh, Edilis, Ganndal, Graines de Pensée, Jamana, Jeunes Malgaches, Papyrus Afrique, Presses Universitaires d'Afrique, Mémoire d'Encrier, Sankofa & Gurli et Tarik.